# اكورار (أكليف)
اكورار هي إحدى مشيخات المملكة المغربية، تتبع جغرافيا لإقليم الصويرة وإداريًا لأكليف. يقدر عدد سكانها بـ 2491 نسمة حسب الإحصاء الرسمي للسكان والسكنى لسنة 2004.